# Tower Hamlets (Kent)
Tower Hamlets – dzielnica miasta Dover, w Anglii, w Kent, w dystrykcie Dover. W 2011 roku dzielnica liczyła 5887 mieszkańców.